# Рюкфен
Рюкфен (нидерл. Rucphen) — муниципалитет и город на юге Нидерландов между Розендалом и Эттен-Лёром, к югу от железной дороги, но без железнодорожной станции.

## Населенные пункты
- Синт Виллеброрд (т Хейке) (9,320)
- Спрюндел (5,090)
- Рюкфен (4,580)
- Зегге (2,210)
- Схейф (1,430)

### Топография
Голландская топографическая карта муниципалитета Рюкфен, июнь 2015

## Люди, связанные с городом
- Хендрик Детмерс (1761 в Спрюнделе — 1825) — голландский генерал в битве при Ватерлоо
- Дик Ясперс (р. в 1965 в Синт Виллеброрде) — голландский профессиональный игрок в карамболь
- Йохн Керстенс (р. в 1965 в Зегге) — голландский политик и бывший профсоюзный лидер
- Донни Гортер (born 1988) — голландский профессиональный футболист с более 200 кубками
- Тесса тер Слёйс (р. в 1995 в Синт Виллеброрде) — голландский профессиональный игрок в сквош

## Галерея
- Старая ратуша Рюкфена
- Статуя Святого Сердца на стороне Мартинаскерка в Рюкфене
- Rucphense Heide
- Деревенская улица в Синт-Виллборде
- Белтмолен де Хоп
- Sprundel: iglesia de Juan el Bautista
- Синт Виллеброрд: церковь Синт Виллеброрда
- Schijf: granja